# M48 Patton
M48 Patton je hlavní bojový tank, který byl navržen ve Spojených státech. Pojmenován byl po generálu Georgi S. Pattonovi , jenž by velitelem americké Třetí armády během druhé světové války a jedním z prvních amerických zastánců využití tanků ve válce. Šlo o následníka tanku M47 Patton. M48 Patton sloužil jako prozatímní tank ve službách americké armády do doby, než byl nahrazen tankem M60. Typ M48 byl hlavním bojovým tankem americké armády a námořní pěchoty během Vietnamské války. Během studené války byl značně rozšířen mezi americkými spojenci, zejména pak v zemích Severoatlantické aliance (NATO).
M48 Patton byl navržen tak, aby nahradil dřívější tanky M47 Patton a M4 Sherman. I když se do značné míry podobal typu M47, jednalo se o zcela nový návrh tanku. Některé modely M48A5 sloužily až do 80. let a řada různých modelů tanku M48 Patton slouží dodnes po celém světě. Tento typ byl posledním americkým tankem, na který byl montován 90mm kanón a jeho poslední model, M48A5, již byl modernizován a nesl nový typ, používaný v tanku M60, totiž 105mm kanón.
Největším operátorem modernizovaných tanků M48 je v současnosti Turecká armáda, která má ve svých stavech více než 1400 tanků tohoto typu, většina z nich je však uskladněná nebo přestavěná na vyprošťovací vozidla.

## Historie
Po skončení druhé světové války americké Velitelství pro tanky, automobily a výzbroj (z ang. Ordnance Tank-Automotive Command, skr. OTAC) drasticky zpomalilo mnoho programů na vývoj tanků, nebo takové programy úplně zrušilo. Technický výbor velitelství vydal 7. listopadu 1950 rozkaz, kterým se změnilo označování tanků v Armádě Spojených států. Podle tohoto rozkazu bylo původní řazení tanků podle váhových kategorií (lehké, střední a těžké tanky) dál neplatné, a to kvůli změnám ve vývoji tanků, jejich využití na bojišti a dostupnosti různých ráží hlavních zbraní. V důsledku toho bylo označování tanků podle váhové kategorie zaměněno za označování podle ráže hlavní zbraně. Například těžký tank M103 byl přeřazen na tank M103 s kanónem ráže 120 milimetrů a lehký tank M41 Walker Bulldog byl zase přeřazen na tank M41 Walker Bulldog s kanónem ráže 76 milimetrů.
Tanky M47 Patton, které využívala Armáda Spojených států a Námořní pěchota Spojených států, vstoupily do výroby v roce 1951, ale kvůli technickým a produkčním potížím do Korejské války nikdy nezasáhly. To donutilo USA k využití starších modelů tanků, jako například M26 Pershing nebo M46 Patton. Odezvou bylo, že Armáda Spojených států spustila několik projektů na vývoj náhradního stroje za starší modely M46 a M26. Pro Spojené státy tímto nastalo turbulentní období horečného vývoje, které bylo podníceno tím, že Amerika zdánlivě zaostávala za Sovětským svazem jak v kvalitě, tak i v množství tanků.
Testování i vývoj probíhaly zároveň s výrobou, aby se zajistilo co nejrychlejší dodání nových tanků. Tak rychlá výroba s sebou sice přinesla problémy, ale vyzbrojení bojových jednotek neslo větší prioritu v porovnání s detailním testováním a hodnocením předtím, než stroje vstoupily do masové výroby. Významnými projekty byly například prototypy T42, T69 a T48, a také postupné vylepšování tanku M47.
Kompromis byl sice nevyhnutelný, ale ne vždy byl vítaný. Generál Bruce C. Clarke ironicky podotkl: „Víme přesně co chceme. Chceme rychlé, obratné, plně obrněné a lehké vozidlo. Musí umět plavat, překročit jakýkoliv terén a vyjet na kopce se sklonem 30 stupňů. Musí se dát transportovat letadlem. Musí mít jednoduchý ale výkonný motor, který nevyžaduje skoro žádnou údržbu. Jeho provozní dojezd by měl být několik stovek mil. Taky by se nám líbilo, kdyby bylo neviditelné.“ 

### Projekt T48
Cílem projektu T48 bylo vylepšení věže tanku M47 Patton a také zlepšení jeho výkonu pomocí silnějšího a zároveň efektivnějšího benzínového motoru. V květnu 1950 byly zkonstruovány modely věže v měřítku 1:4 a 1:8, které byly ozbrojeny 90 milimetrovým hlavním kanónem T119, který používal i M47 Patton. Výzkum designu byl v prosinci armádou přijat a kontrakt na pokročilý výrobní návrh a konstrukci (z ang. advanced production design and engineering, skr. APE) tanku ozbrojeného 90 milimetrovým kanónem byl udělen společnosti Chrysler Defense.
V novém designu korby bylo místo pro řidiče posunuto do středu přední části tanku. Dále byl odstraněn kulomet, který byl dříve umístěný v přední části korby, a byl nahrazen bezpečnostním úložným prostorem pro munici do hlavního kanónu. Přední pancíř byl naúhlován tak, aby poskytoval podstatně lepší balistickou ochranu než u předešlých svářených modelů, které byly dosti ploché. Pákové řízení nahradil volant podobný leteckému kniplu. Pohonná jednotka tanku se skládala z benzínového motoru Continental AV-1790-5B o brzdovém výkonu 704 koní, spojeného s převodovkou Allison CD-850-4A typu cross-drive, se dvěma rychlostmi vpřed a jednou vzad. V přední části korby byla tloušťka pancíře z válcované homogenní ocele zvýšena na 100 milimetrů (4 palce). Tank byl na každé straně vybaven 6 pojezdovými koly, 5 opěrnými kladkami a měl nápravu se zkrutnou tyčí. Vozidlo používalo ocelové pásy T97E2. Nová věž ve tvaru polokoule eliminovala známé střelné pasti (z ang. shot traps) a snížila celkovou váhu vozidla. 
Společnost Chrisler Engineering zkonstruovala pilotní model T48 č. 1, který v prosinci 1951 začal testovací proces v zbrojním testovacím centru OTAC v Detroitu. Celkově bylo vyrobeno 6 prototypů.
27. února 1951, krátce po vypuknutí Korejské války, byl vydán protokol Technického výboru pro výzbroj č. 33791 (z ang. Ordnance Technical Committee Minutes, skr. OTCM), který zahájil souběžnou výrobu a úpravu designu nových tanků, které nesly označení M48 s kanónem ráže 90 milimetrů. Armáda Spojených států plánovala výrobu zhruba 9000 tanků M48 během tří let od počátku vývoje. Korporace Chrysler se stala hlavním výrobcem tohoto modelu tanků. Očekávané problémy při počátcích výroby vedly k uskupení nových integračních výborů, které měly za úkol koordinovat vývoj tanku a jeho součástek. V těchto výborech pro armádní bojová vozidla (z ang. Army Combat Vehicle, skr. ARCOVE) pracovali představitelé armády a průmyslového komplexu, kteří včasně varovali před nedostatky tanku a poskytovali řešení takových problémů.
Testovací proces tanků T48 začal v únoru 1952 a trval až do konce roku 1955. Hrozba Sovětské agrese vůči západní Evropě a probíhající Korejská válka ale donutily vrchní velení Armády Spojených států k tomu, aby modely T48 předčasně zařadila do sériové výroby. Stalo se tak ještě před tím, než byly z nového modelu tanku odstraněny nevyhnutelné chyby. Místo toho padlo rozhodnutí, že všechny potřebné změny tohoto designu budou postupně odhaleny v probíhajícím testování a hodnocení tanků T48 v detroitském zbrojním testovacím centru OTAC, a následně budou tyto změny co nejrychleji zakomponovány do sériové výroby tanků M48.
Pilotní model T48 č. 1 byl navržen a vyroben společností Chrysler Engineering. Následně byl v prosinci 1951 zahájen vývoj modelu APE v detroitském zbrojním testovacím centru OTAC. Tento prototyp tanku byl dočasně vybaven kanónem M36/T119, ochranným deflektorem ve tvaru Y a úsťovou brzdou. Samotné tanky M48 z řadové produkce tímto kanónem ozbrojeny nebyly. Tento prototyp disponoval korbou Mod A a věží se zmenšenými poklopy pro posádku. Řidičův poklop byl vybaven mechanismem, který stáhl jeho tři periskopy, aby se uvolnilo místo pro poklop, který se otevíral doprava. Když se poklop znovu uzavřel, řidič musel periskopy  ručně nastavit. Také byl vybaven 5 opěrnými kladkami, 6 páry pojezdových kol na obou stranách, hnacím kolem na zadní straně tanku a nápravou se zkrutnou tyčí.
Pilotní model č. 2 byl zkonstruován v únoru 1952 a taktéž byl vybaven raným modelem korby Mod A se zmenšenými poklopy. Tank byl ozbrojen kanónem ráže 90 milimetrů T139/M41. Úsťová brzda byla nahrazena válcovým ochranným deflektorem. Tanky ze sériové výroby M48 používaly deflektor ve tvaru T. Toto vozidlo bylo také vyzbrojeno dvěma kulomety. První byl kulomet M1919E4 ráže 7,62 milimetrů, který byl koaxiálně umístěn nalevo od hlavního kanónu. Druhý byl kulomet M2HB ráže 12,7 milimetrů, umístěný na velitelově kupoli. Plný stereoskopický dálkoměr T46E1/M12 byl umístěn do střední části věže.
Pilotní model č. 3 byl zkonstruován v listopadu 1952 a byl vybaven korbou a věží Mod B se zjednodušeným a zvětšeným poklopem, se kterým mohl řidič snadněji manipulovat. Přední výhledový blok se dal odstranit, což řidiči v budoucnu umožňovalo použití infračerveného výhledového bloku. Tento model byl také vybaven 5 opěrnými kladkami, 6 páry pojezdových kol na obou stranách vozidla,  hnacím kolem na zadní straně tanku a nápravou se zkrutnou tyčí. Věž Mod B měla také větší poklopy pro velitele a nabíječe. V roku 1953 byly vyrobeny tři další korby (pro pilotní modely T48 č. 4 až 6). Tyto modely byly používány na vývoj součástek do sériově vyráběných tanků M48A2 až do roku 1955. Mezi součástky, které se na těchto modelech testovaly, patří například systémy řízení palby, kupole na věži, konfigurace náprav nebo pohonné jednotky. Alespoň jedna z těchto koreb byla vybavena experimentálním pancířem, tvořeným panely z křemenného kompozitního skla.

### Součásti tanku

#### Pancíř
Spolu s vývojem projektu T48 probíhala také diskuze o pancíři. Hmotnost tradičně užívaného ocelového pancíře, která by byla dostatečná na to, aby poskytovala ochranu proti novým kanónům s velkou ráží, vysokou rychlostí projektilů a vylepšenou municí APDS působící na bázi kinetické energie, byla nepraktická. Předpokládalo se, že na korbě budou použity přídavné kompozitní pancéřové panely vyrobené z taveného křemenného skla. Také bylo zamýšleno využití tohoto speciálního materiálu při výrobě věže. OTAC a technologický institut Univerzity Carnegieho-Mellonových začaly vývoj tohoto pancíře v listopadu 1952, ve Fort Belvoir ve Virginii, pod jménem Project TT2-782/51. Kompozitový pancíř poskytoval ochranu před municí typu HEAT, HESH a HE. Jeho pomalý vývoj však omezovil jeho použití pro T48, a tak už do roku 1953 byl tento pancíř vyřazen z úvahy co se týče tanků M48. Práce na vývoji ale pokračovaly až do roku 1958, a to kvůli střednímu tanku T95.
U tanků M48 se používaly dvě rozdílné korby. Korba M46 měla přední val pancíře dosti plochý v porovnání s předním valem pancíře M48, který měl spíš tvar klínu. Rané modely korby Mod A měly menší poklopy pro řidiče. Na podvozku bylo na každé straně 6 pojezdových kol, 5 opěrných kladek a tank také disponoval nápravou se zkrutnou tyčí. Otvory výfuků byly umístěny na vrchu zadní části korby. Tank měl v přední části korby dvojité kompenzační vodící rameno a dvě pomocná napínací kola, která se nacházela za posledním párem kol pojezdových. Vozidlo používalo pásovou sestavu T97E2. Hnací kolo se nacházelo v zadní části korby. U prvních dvou a posledního pojezdového kola byly namontovány tlumiče. Tento koncept korby se vyráběl pro původní model tanku M48 a také pro verzi M48A1. Mnohé korby Mod B, které byly použity na výrobu M48A1 (pilotní model T48 č. 3) byly posléze zmodernizovány na verzi korby A2, jejich původní konfigurace s pěti opěrnými kladkami jim ale zůstala.